# John Wogan (Lord justicier)
Sir John Wogan ou John de Wogan, seigneur dénommé de Picton (mort en 1321) était un juge cambro-normand qui a servi comme Lord justicier d'Irlande de 1295 à 1313.

## Biographie
Il existe plusieurs théories douteuses sur l'ascendance de Wogan et l'incertitude existe au sujet de ses épouses, fils et autres relations,,. Il est venu de Picton dans le Pembrokeshire, et était un vassal de Guillaume de Valence, 1er comte de Pembroke. Il en vint à avoir des terres dans le Pembrokeshire, le Somerset, le Dorset, le Devon, le Wiltshire et l'Oxfordshire. Il a peut-être représenté Guillaume de Valence dans une affaire judiciaire irlandaise en 1275, et en 1280 il était l'intendant de Wexford, la liberté irlandaise de Valence. Il était un eyre en Angleterre de 1281 à 1284, et il est retourné en Irlande en 1285. En 1290, il était arbitre aux côtés de Hugh Cressingham dans un différend entre la Reine Éléonore d'une part, et Guillaume de Valence et sa femme d'autre part.  

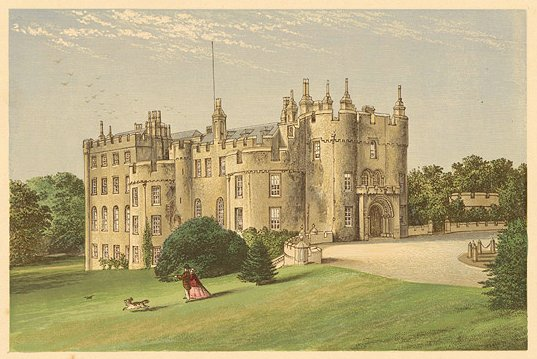
Château de Picton

En décembre 1295, il prit ses fonctions de Lord justicier et organisa une trêve de deux ans dans le conflit entre les Burkes et les Geraldines. En 1296, il mit en place une force avec Richard de Bourg, Theobald Butler et John FitzGerald, 1er comte de Kildare, pour aider Édouard Ier dans sa guerre contre les Écossais. Le Roi les a reçus au château de Roxburgh en mai.  Après son retour en Irlande, Wogan « s'occupa de tout avec un si grand calme que nous n'entendons parler d'aucun problème pendant longtemps ».  Le Parlement d'Irlande qu'il convoqua en 1297 fut longtemps comparé au « Parlement modèle » anglais de 1295, bien que l'opinion historique y accorde désormais moins d'importance.
En février 1308, sous les ordres du nouveau Roi Édouard II, Wogan réprima les Templiers d'Irlande. En juin 1308, les forces de Wogan furent vaincues par les O'Tooles et les O'Byrnes, qui harcelaient les Pales depuis les Montagnes de Wicklow. De septembre 1308 à mai 1309, Pierre Gaveston était en Irlande comme « Lieutenant du Roi », une nouvelle position surclassant le Lord justicier, et il eut plus de succès contre les Gaëls.  Wogan a quitté l'Irlande en août 1312 tout en restant nominalement Lord justicier jusqu'en avril 1313.
Soit le même John Wogan, soit son fils du même nom retourna en Irlande en 1316 en tant que conseiller de Roger Mortimer, 1er comte de March, qui s'opposa à l'invasion de l'Irlande par Édouard Bruce.
Wogan mourut en 1321 et fut enterré dans la cathédrale de Saint-David, d'abord dans une chapelle qu'il avait dotée, plus tard dans la chapelle d'Edward Vaughan.